# La Barraca d'Aigües Vives
La Barraca d'Aigües Vives és un llogaret de la Ribera, situat a la Vall d'Aigües Vives, al peu de la serra de les Agulles, part al terme municipal d'Alzira i una part més petita al de Carcaixent, amb 815 habitants el 2006. Declarada entitat local menor l'any 2003. L'única via d'accés a la Barraca és la carretera CV-50 que uneix la N-332 (Tavernes) amb els grans nuclis de la Ribera Alta del Xúquer (Alzira i Carcaixent). Una línia fèrria inaugurada el 1862, unia Gandia amb Carcaixent, passant per la Vall d'Aigües Vives, però va ser clausurada pel govern espanyol el 1969.

## Història
Diferents autors (Fogues, Soler i Estruch, Enciclopèdia Valenciana...) coincidixen que no hi ha prou documentació que puga provar la identificació del monestir Servita amb el monestir Agustí de la Vall d'Aigües Vives. Tan sols el Pare Agustí, Fra Agustin Bella, en el segle xviii, transcriu literalment de FOGUES, que: “ L'any 826, van profanar i van desolar els moros el convent Servitano de l'orde de Sant Agustí, els religiosos… del qual es van refugiar en l'illa de Formentera, excepte alguns que es van quedar amagats en les muntanyes i desertes d'Aigües Vives… fins que l'any 1239, que l'invicte Rei D. Jaume I, conquistant el regne i noticios d'aquells exemplars ermitans va fundar el convent amb el títol de Monastir d'Aqua Viva. ”
I què pensar del topònim de “Racó de matamoros" que té una partida de la Vall, relativa a una batalla en què van morir gran quantitat de soldats de les files musulmanes? I per què se soterra la imatge de la Mare de Déu d'Aigües Vives pels habitants de la Vall en un oliveral?
A totes estes qüestions investigades, per l'insigne Llicenciat, i fill il·lustre de la Vall d'Aigües Vives, D. Eugenio García d'Almiñana en la seua tesi presentada en la Universitat de València de la Facultat de Filosofia i Lletres amb el títol “ Aspectes Geogràfics i Històrics de la Vall d'Aigües Vives (base per a un estudi etnològic) ”, opina que a falta d'un estudi geològic en la zona i altres proves documentals no podem reconstruir ni afirmar tals fets.
D'una forma o una altra el primer document fidedigne del qual es té constància, com en la major part de l'antic regne de València, és del “Llibre del Repartiment”, i en el qual Jaume I atorga a García de Massa l'alqueria de “AquaViva” que s'alçava en el mateix punt on està ara el nucli urbà de La Barraca. En conseqüència no és aventurat suposar que la dita alqueria fóra un raval moro per estar enclavat en la part de la vall on la vegetació és més exuberant i on confluïxen una gran quantitat de fonts.
Per al servici de l'alqueria hi havia un capellà amb la seua corresponent Església, la qual cosa ens dona a entendre que el dit caseriu havia d'estar habitat per un grup o col·lectiu de persones.
El territori de “Aquaviva” que s'estenia del Cantal Gros, juntament amb les cases i la capellania, per disposició del seu propietari, Gonçal García de Massas, va passar l'any 1329 a ser propietat del convent pròxim dels Agustins. Amb esta annexió l'alqueria va deixar de tindre personalitat pròpia, inclús els vestigis de la seua pròpia existència.
El 12 de febrer de 1450 el rei Alfons el Magnànim, des de Nàpols concedix un privilegi al convent creant “Devesa” des del Cantal Gros fins a l'actual Portixol, regulant el dret de past i la facultat de nomenar guardes. L'any 1595 Felip II concedix un privilegi reial que ratifica allò que s'ha concedit per Alfons V.
Al principi del segle xvii la possessió d'Aquaviva va ser arrendada als Agustins de València, però com l'any 1614 van voler subarrendar-la, els frares que vivien en la Vall es van negar perquè la donació de Gonçal García de Massa el prohibia.
L'alqueria origen de la població va anar gradualment deteriorant-se amb el temps. En el seu lloc van alçar més tard una barraca per a guardar els apers de treball i protegir-se del mal oratge.
Aquesta situació no va durar molt perquè els Agustins de València van alçar en el seu lloc una casa de nova planta que va continuar denominant-se La Barraca. Tal com pot observar-se el topònim prové de l'alberg, encara que en realitat hauria de ser el de “Aquaviva”, per ser el que tenia l'alqueria originària, de l'actual Barraca.
La gran extensió de la vall unida a l'escassetat de mà d'obra, impedia que es poguera treballar, per la qual cosa es va pensar colonitzar el territori cap a l'any 1701. Amb l'acord previ dels religiosos i les famílies que es van establir es va redactar una concòrdia subscrita per les dos parts. A cada un dels nous pobladors se li oferí un pati per edificar la casa i un poc de terra.
La Barraca va tornar a tindre vida pròpia, ja que es va forçar la seua desaparició per la donació de García de Massa. Però els excessos de la guerra de successió van arrasar amb tota la vall.
L'any 1796 es firmaren els capítols del nou llogaret de Santa Maria d'Aigües Vives. Els colons pobladors de la Barraca d'Aigües Vives foren: Tomasa Canals, Alejandro Grau, Josep Montagut, Maria Tur, Vicent Escrivà, Ignàsia Corts, Agustí Piera, Josep Piera, Salvador Piera, Ignasi Piera i Benito Chorro.

## Imatges

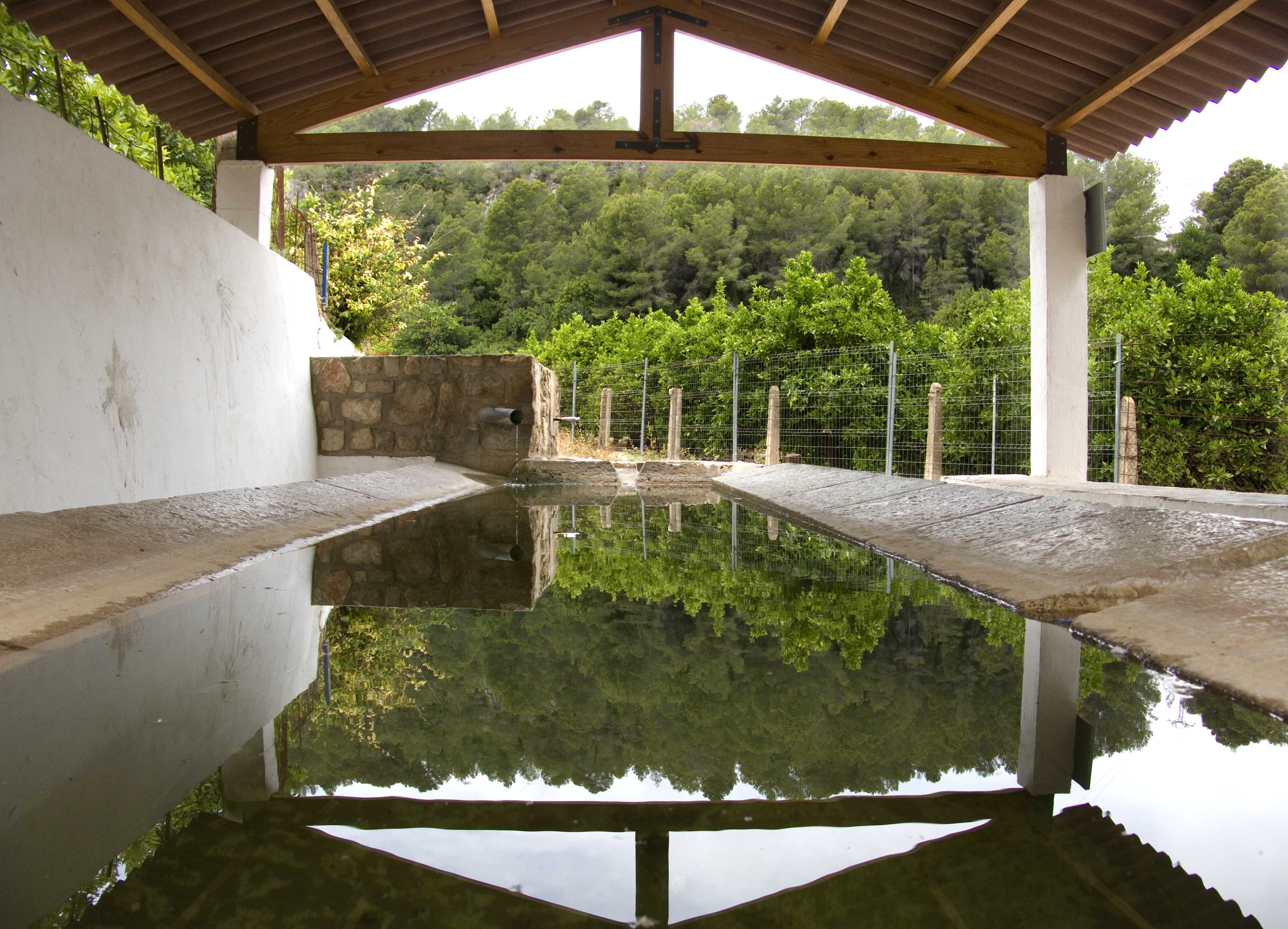
Llavador de La Barraca d'Aigües Vives.
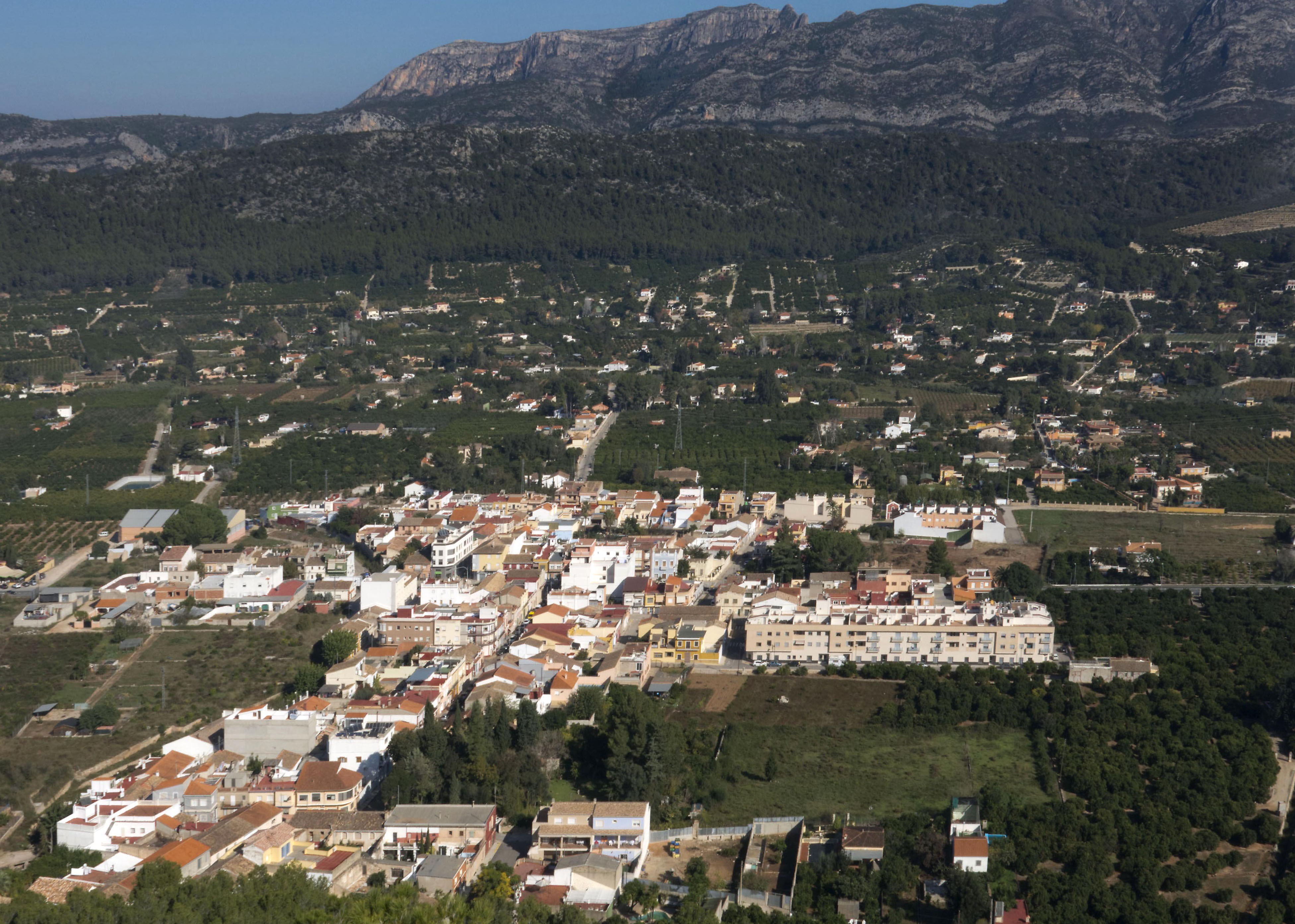
La Barraca i la serra de les Agulles.
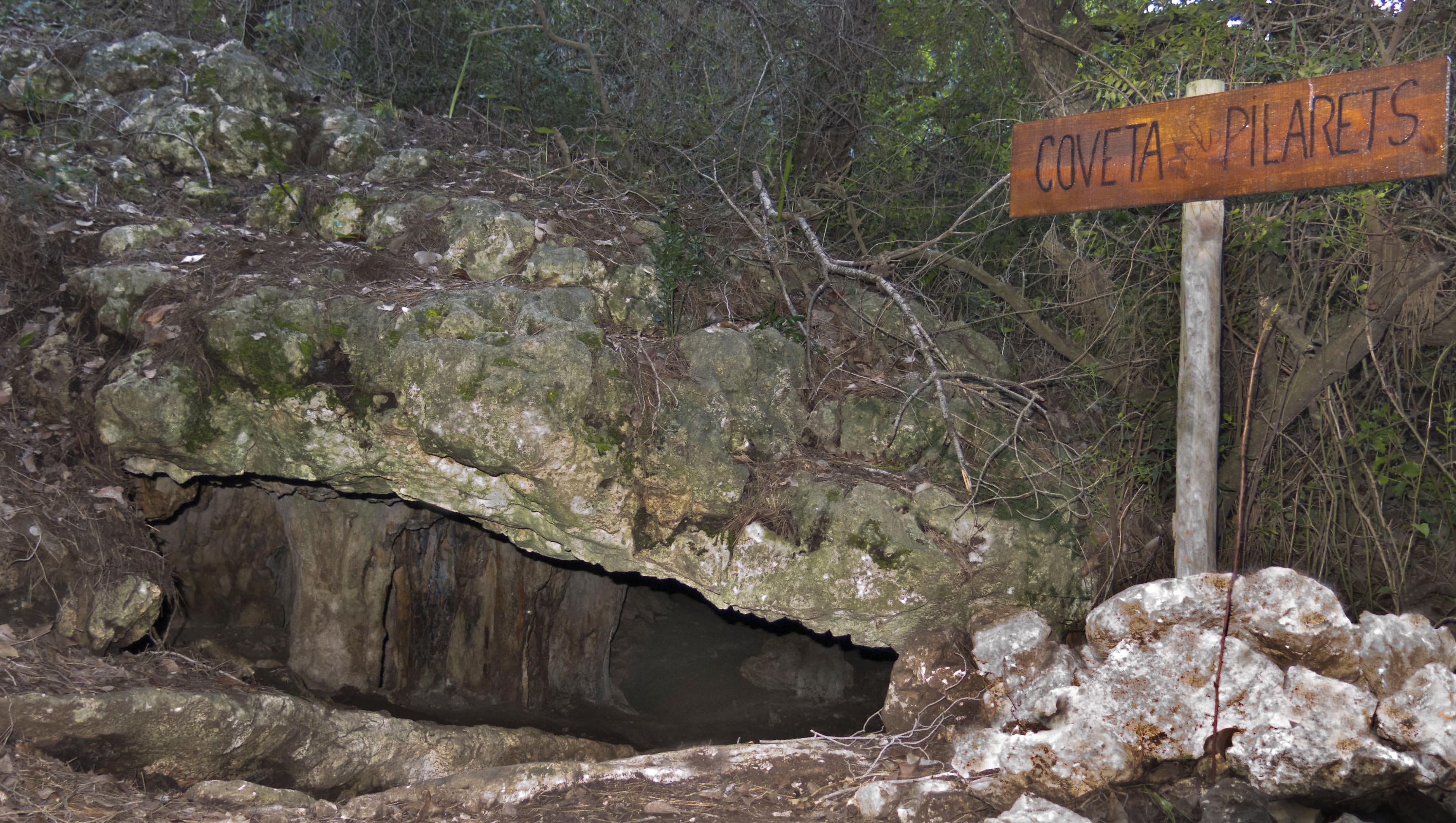
Coveta dels Pilarets.
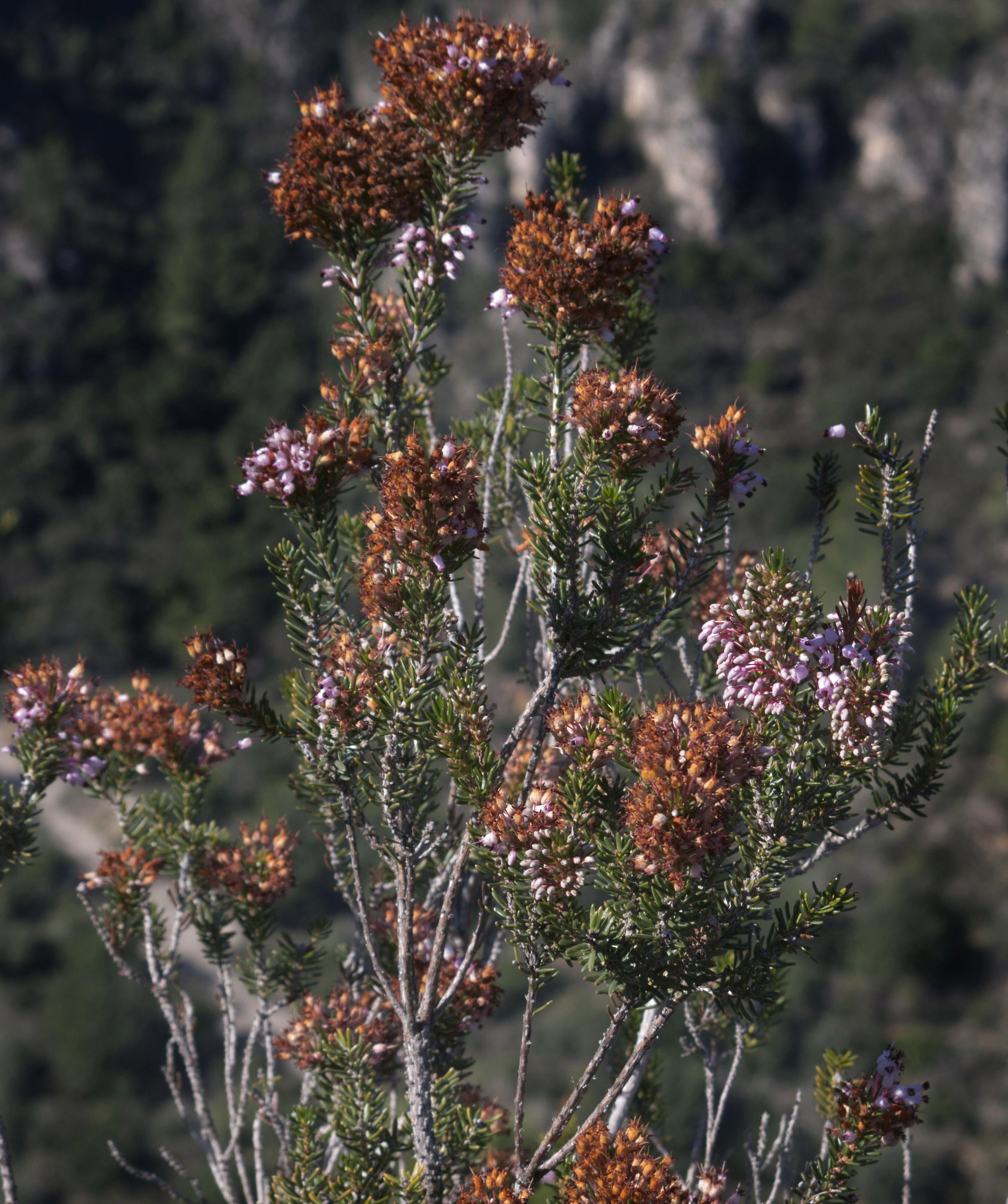
Bruc valencià de La Barraca.
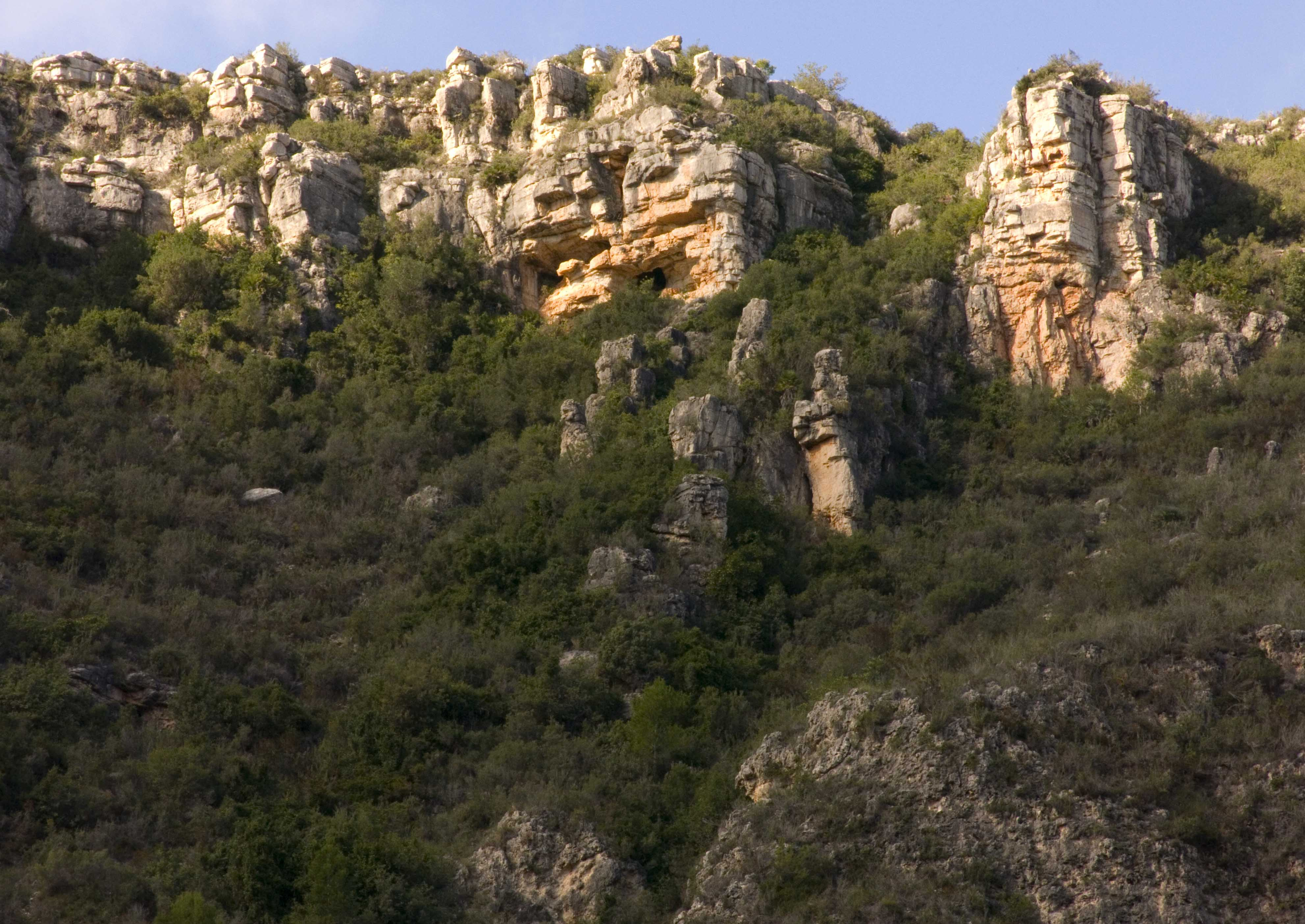
Muntanya al sud de la Barraca.
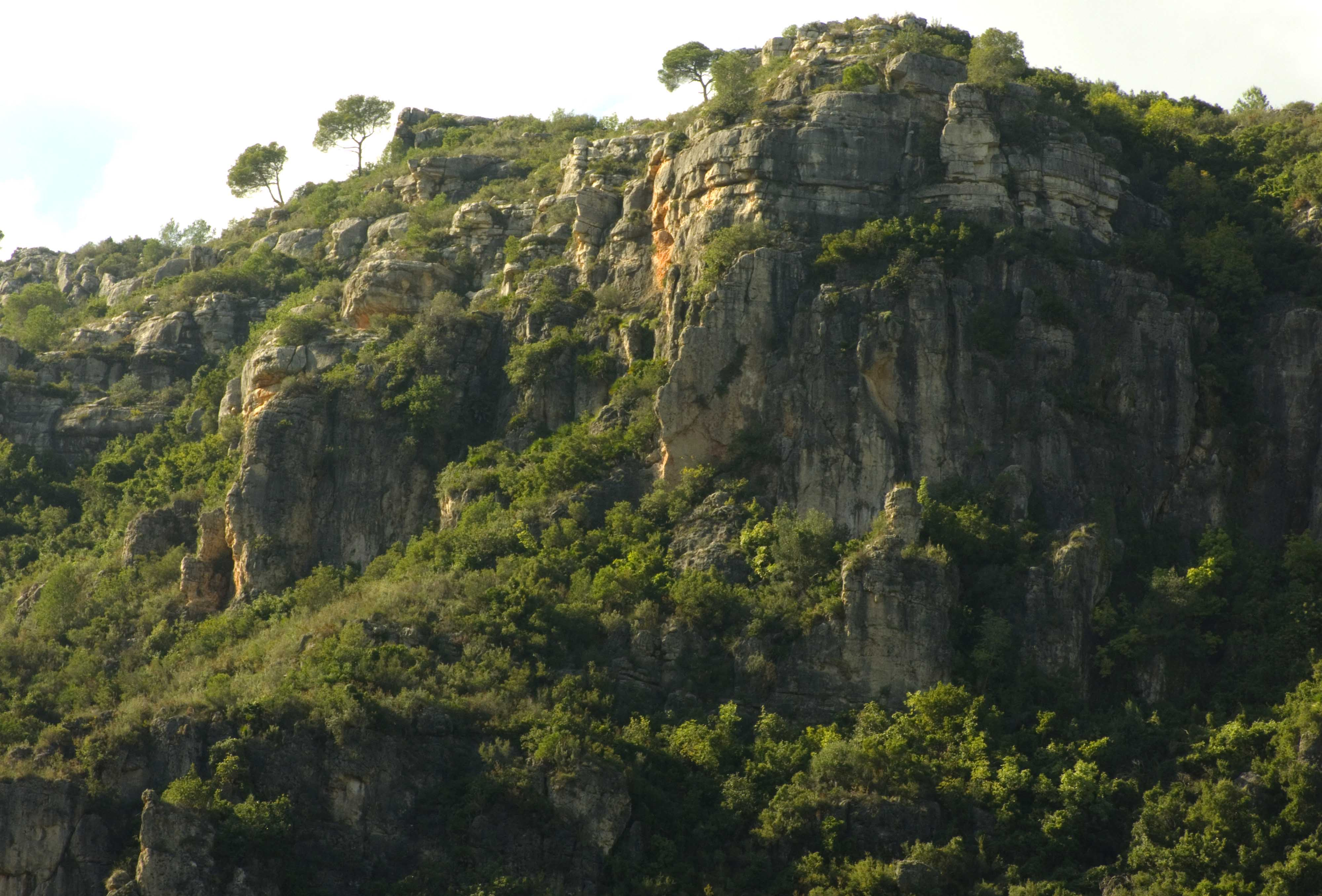
Muntanya al sud de la Barraca, situada entre el barranc del Salt i el barranc de la Falsía.

## Bandera

Bandera de Barraca d'Aigües Vives

La bandera de Barraca d'Aigües Vives és de proporcions 2:3, partida per meitat vertical, a l'asta de blau i a la punta de roig. Al centre, l'escut de la població.
Resolució de 5 de desembre de 2012, del conseller d'Administració Pública. Publicat en el DOGV núm. 6.921, del 12 de desembre de 2012. El dia 1 de maig de 2013 es va celebrar l'acte institucional de la nova bandera, que va comptar amb la benedicció religiosa, el recorregut per diversos carrers de la població i el reconeixement als denominats "padrins de la bandera".